# Pericolo sismico

Malgrado di gran lunga confuso con il rischio sismico il pericolo sismico è lo studio dei movimenti del suolo del terremoto previsto in ogni punto della terra finalizzato alla stima dell'intensità massima prevista del sisma su una determinata zona. Quando si costruisce un edificio, le mappe regionali del pericolo sismico sono usate per cercare il migliore (o il peggiore) posto dove è possibile localizzare la scossa provocata da un terremoto. 

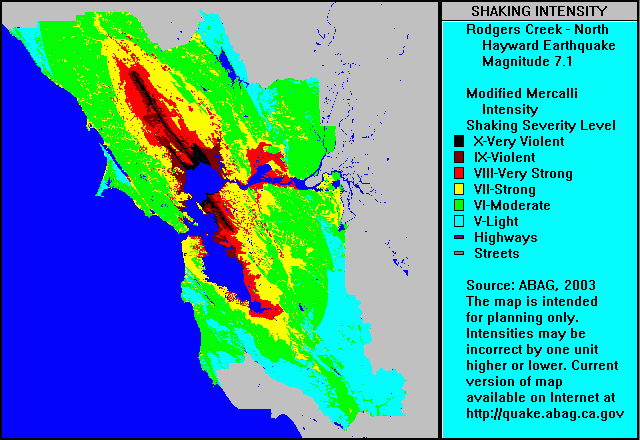
Mappa del movimento di superficie per un ipotetico terremoto nella parte nord della zona della Faglia di Hayward e la sua presunta estensione verso nord, la zona della Faglia di Rodgers Creek

## Descrizione
I calcoli per il pericolo sismico possono essere abbastanza complessi. Prima di tutto, la geologia regionale e la sismologia viene esaminata da modelli (usando sismometri e la localizzazione del terremoto). Sono disegnate zone di simile potenziale per la sismicità. Per esempio, la famosa faglia di Sant'Andrea può essere tracciata come una lunga zona stretta. Le zone all'interno del continente (il luogo per i terremoti intraplacche) sarebbero disegnate come vaste aree, dato che le faglie causative sono generalmente non identificate.
Ogni zona ha proprietà associate con il potenziale della sorgente: in che modo si verificano molti terremoti durante l'anno, la loro massima grandezza (massima magnitudo), ecc. Infine, i calcoli richiedono formule che forniscano gli indicatori del rischio richiesto riguardo alla grandezza e distanza di un terremoto riportato. Per esempio, alcuni distretti preferiscono usare l'accelerazione di picco, altri la velocità di picco, e il più sofisticato usa le ordinate dello spettro di risposta richiesta.
Il programma del computer integra allora soprattutto le zone producendo curve di probabilità per il parametro fondamentale del movimento del suolo. Il risultato finale concede una 'opportunità' di eccedere un valore riportato in base a una certa quantità di tempo. I codici della costruzione standard per i proprietari di casa possono implicare un'unica possibilità in 500 anni, mentre impianti nucleari osservano un ordinamento di 10.000 anni. Una storia sismica a lungo termine può essere ottenuta attraverso la paleosismologia. I risultati si rendono possibili nella forma di uno spettro di risposta del suolo per l'uso nell'analisi sismica.
Un maggior numero di variazioni elaborate sul tema analizzano anche le condizioni del terreni. Se si costruisce sopra una soffice acquitrino, è probabile che si esperiscano molte volte il movimento del suolo di quanto non lo faccia un vicino che ha costruito su roccia solida. I calcoli del pericolo sismico standard vengono aggiustati verso l'alto se vengono presi in considerazione alcuni caratteristici terremoti.
Le aree con un alto movimento del suolo dovuto alle condizioni del terreno sono spesso anche soggette al cedimento del suolo dovuto a liquefazione. Il cedimento del suolo può anche aversi a causa di un terremoto che provoca frane nei terreni ripidi. Vaste aree di franamento possono anche succedere su pendii non troppo inclinati come si è visto nel Terremoto dell'Alaska del 1964.
Uno dei primi compiti di non semplice attuazione nella stesura degli archivi di eventi sismici è l'isolamento e la depurazione dei dati dovuti ad attività umane, come detonazioni di esplosivi e colpi sottomarini. Esistono algoritmi di analisi delle forme dell'onda sismica, ma un primo fattore di filtro deriva dalla distribuzione temporale delle classi di eventi: mentre gli sciami sismici sono similmente probabili nelle ore notturne e diurne, le attività umane si concentrano esclusivamente di giorno. Ciò rappresenta un primo strumento di controllo degli eventi autenticamente attribuibili ad una causa prima presente nel sottosuolo, come l'origine tettonica.